# New California
New California – jednostka osadnicza w Stanach Zjednoczonych, w stanie Ohio, w hrabstwie Union.